# Lars Vegard
Lars Vegard, född 3 februari 1880 i Vegårshei, död 21 december 1963 i Oslo, var en norsk fysiker.
Lars Vegard tog studentexamen i Kristiania 1899 och var 1905–07 assistent hos Kristian Birkeland. Han blev 1908 universitetsstipendiat och studerade 1908–09 i Storbritannien hos J.J. Thomson i Cambridge och en kortare tid hos William Henry Bragg i Leeds. Från 1910 tjänstgjorde han som amanuens vid fysiska institutet i Kristiania, arbetade 1911–12 hos Wilhelm Wien i Würzburg och förvärvade 1913 doktorsgraden i Kristiania på avhandlingen Über die Lìchterzeugung in Glimmelicht und Kanalstrahlen. Åren 1918–52 var han professor i fysik vid Universitetet i Oslo.
Lars Vegard  utförde ett stort antal arbeten inom olika delar av fysiken, såsom angående teorin för lösningar (fyra avhandlingar i "Philosophical Magazine" och "Proceedings of Cambridge Philosophical Society", 1907 och 1908), om elektriska urladdningar i gaser (i "Philosophical Magazine", 1909, och "Annalen der Physik", 1916), om luminescens, särskilt elektroluminescens (flera avhandlingar i "Annalen der Physik", 1912, 1913 och 1917). Särskilt framstående är hans undersökningar om röntgenstrålar i Results of Crystal Analysis I–IV (i "Philosophical Magazine", 1915–17), Die Krystallstruktur der Alaune (i "Annalen der Physik", 1917) och On the X-ray Spectra and the Constitution of the Atom I, II (i "Philosophical Magazine", 1918) liksom hans arbeten om norrsken och geomagnetiska stormar i Berichte über eine Expedition nach Finmarken 1912–1913 (Kristiania Videnskapsselskaps skrifter, 1917), Höhenbestimmungen des Nordlichts (tillsammans med Ole Andreas Krogness, ibid., 1914) samt The Position in Space of the Aurora polaris (i "Geophysiske publikationer", vol. 1, n:o 1, 1920). Över polarskenen utgav han en monografi (i "Jahrbuch der Radioaktivität und Elektronik", 1917).
År 1934 tilldelades Lars Vegard Fridtjof Nansens belønning for fremragende forskning.